# Seú

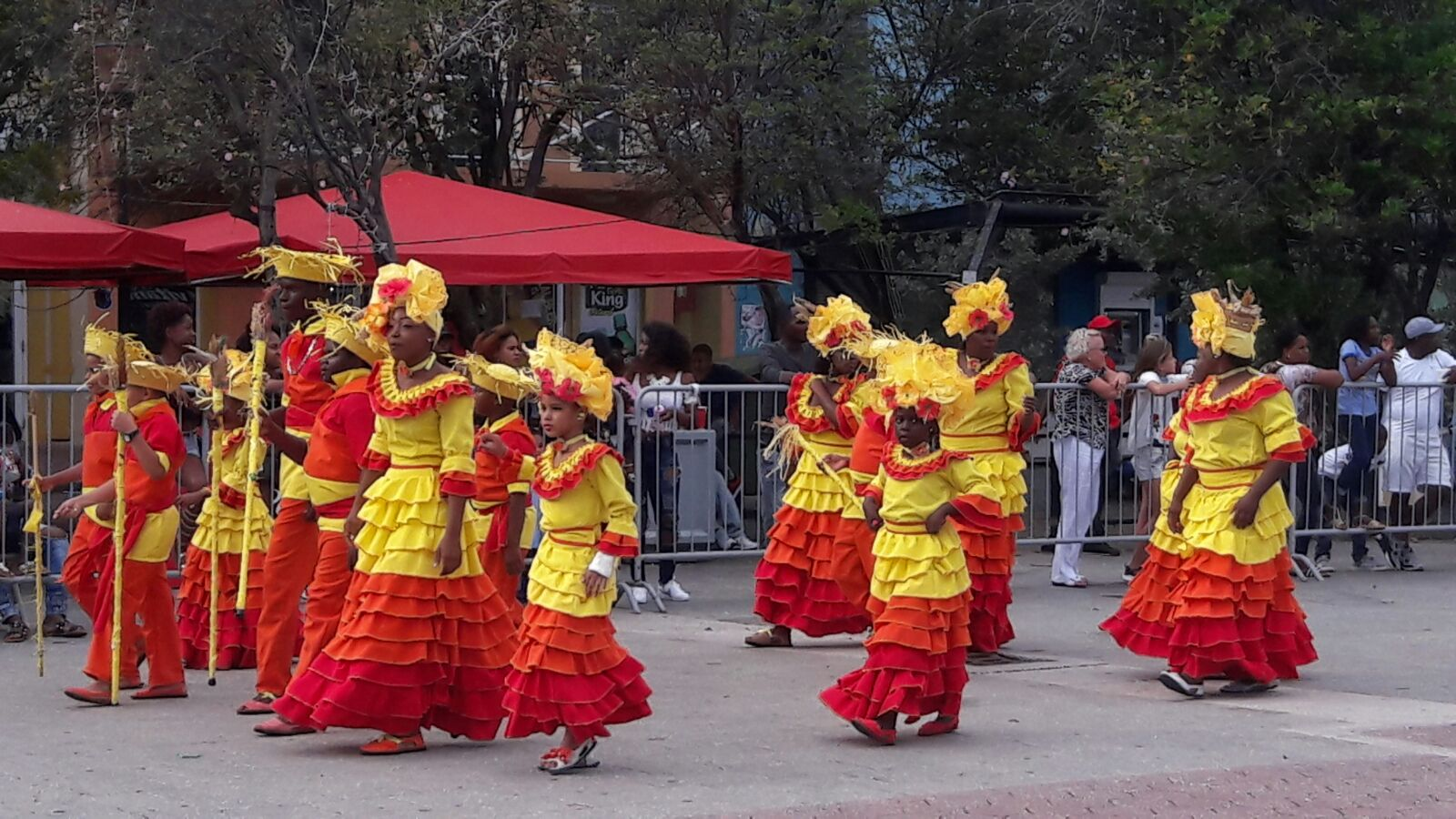
Seú-optocht die eindigt op het Brionplein in Otrobanda

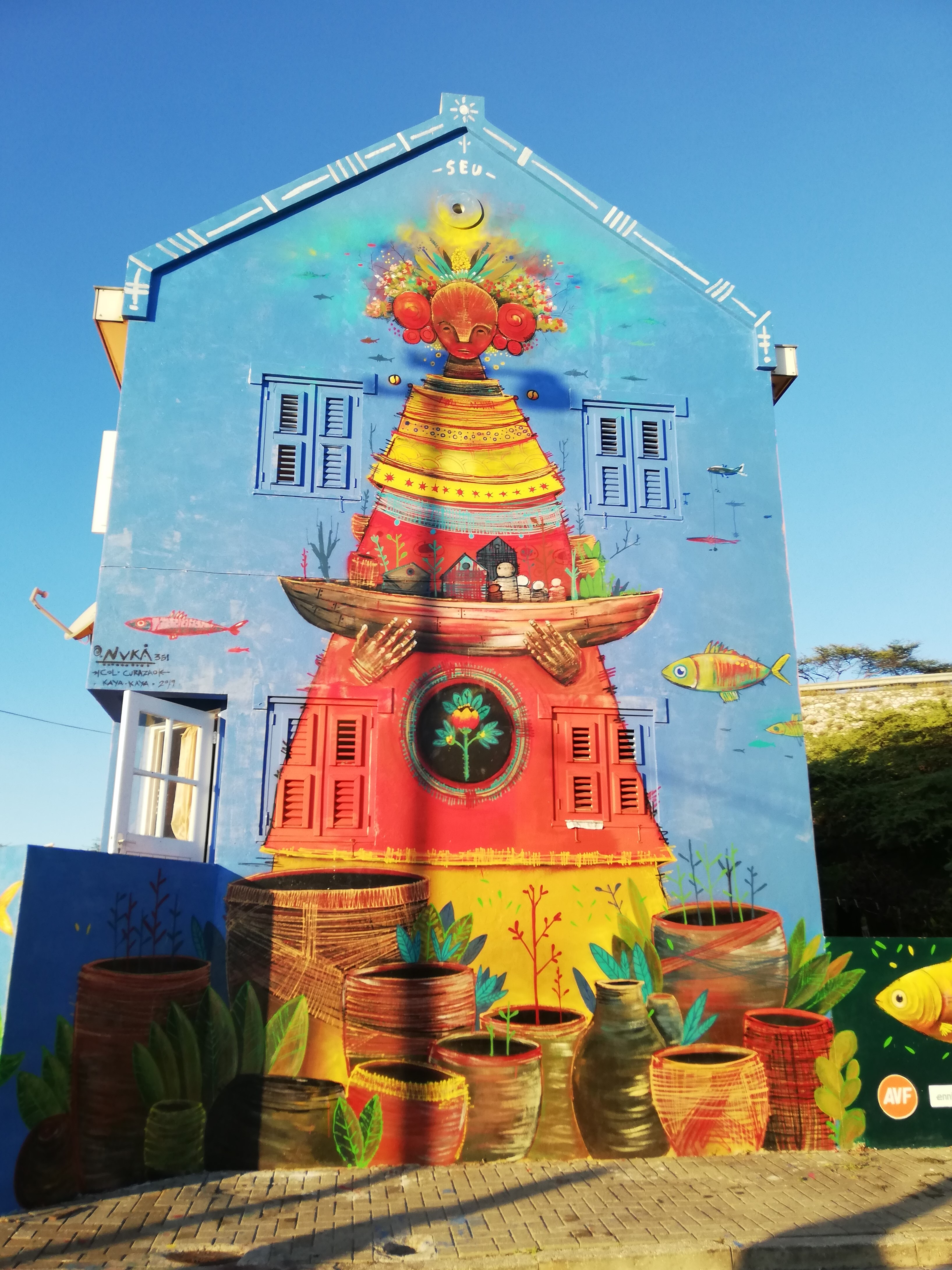
Muurschildering Seú in Otrobanda

Seú is een muziekgenre en een dansvorm die op Curaçao en op Bonaire voorkomt en die heden ten dage rond Pasen veel gehoord wordt. Het is ook de naam van het jaarlijkse oogstfeest op Curaçao dat plaatsvindt op tweede paasdag. Een kleurrijke optocht in klederdracht trekt dan zingend en dansend door de straten van Otrobanda, het westelijke gedeelte van Willemstad. Op Bonaire vindt een soortgelijke viering plaats die Simadan genoemd wordt. De instrumenten die bespeeld worden zijn de tambú (trommel), chapi (metalen landbouw werktuig), kachu/karkó (koehoorn/schelp).

## Ontstaan
De seú is tijdens de slavernij ontstaan in de oogsttijd. In de 18de en 19de eeuw was het doel van de seúviering de goden te bedanken voor de oogst van sorghum, een soort maïs. Vroeger werd de oogst van sorghum al dansend en zingend naar de magazina (het magazijn) gebracht. Daarna vonden de festiviteiten op het plein bij het landhuis plaats, waar de landheer (de shon) er goed zicht op had. De festiviteiten begonnen met onschuldige werkliederen en eindigden met tambú-liederen, die als heidens werden beschouwd door de katholieke kerk en de koloniale overheerser.
Na de slavernij werd het onderdeel waarbij tambú werd gespeeld verboden en daarmee de creativiteit van de Afro-Curaçaose bevolking ingeperkt. Met de komst van de Shell olieraffinaderij in 1915 en de modernisering, heeft de seú geleidelijk haar oorspronkelijke functie verloren. In de jaren '40 en '50 heeft Ursulita Martis ervoor gezorgd dat er nieuw leven geblazen werd in de seúviering. Jaarlijks rond Pasen trekken groepen in traditionele kleding al dansend door de straten om het oogstfeest uit te beelden. De traditie heeft zich ontwikkeld tot een viering van de Afro-Curaçaose identiteit.
Er zijn drie fasen te onderscheiden in het seúritueel. De eerste fase bestond uit het oogsten van sorghum. In de ochtend werd de maïs afgesneden door de mannen en door de vrouwen in een mand gedaan. Dit proces werd begeleid door het in een vast ritme bespelen van de koehoorn. Tijdens de tweede fase werd de oogst onder begeleiding van het zingen van liederen en op het ritme van de muziek van het veld naar het magazijn gebracht waar het werd opgeslagen. Hierna vond fase drie plaats, het werk was klaar en iedereen kwam samen om te zingen en te dansen op de muziek van de trom.